# Blackbird (Geige)

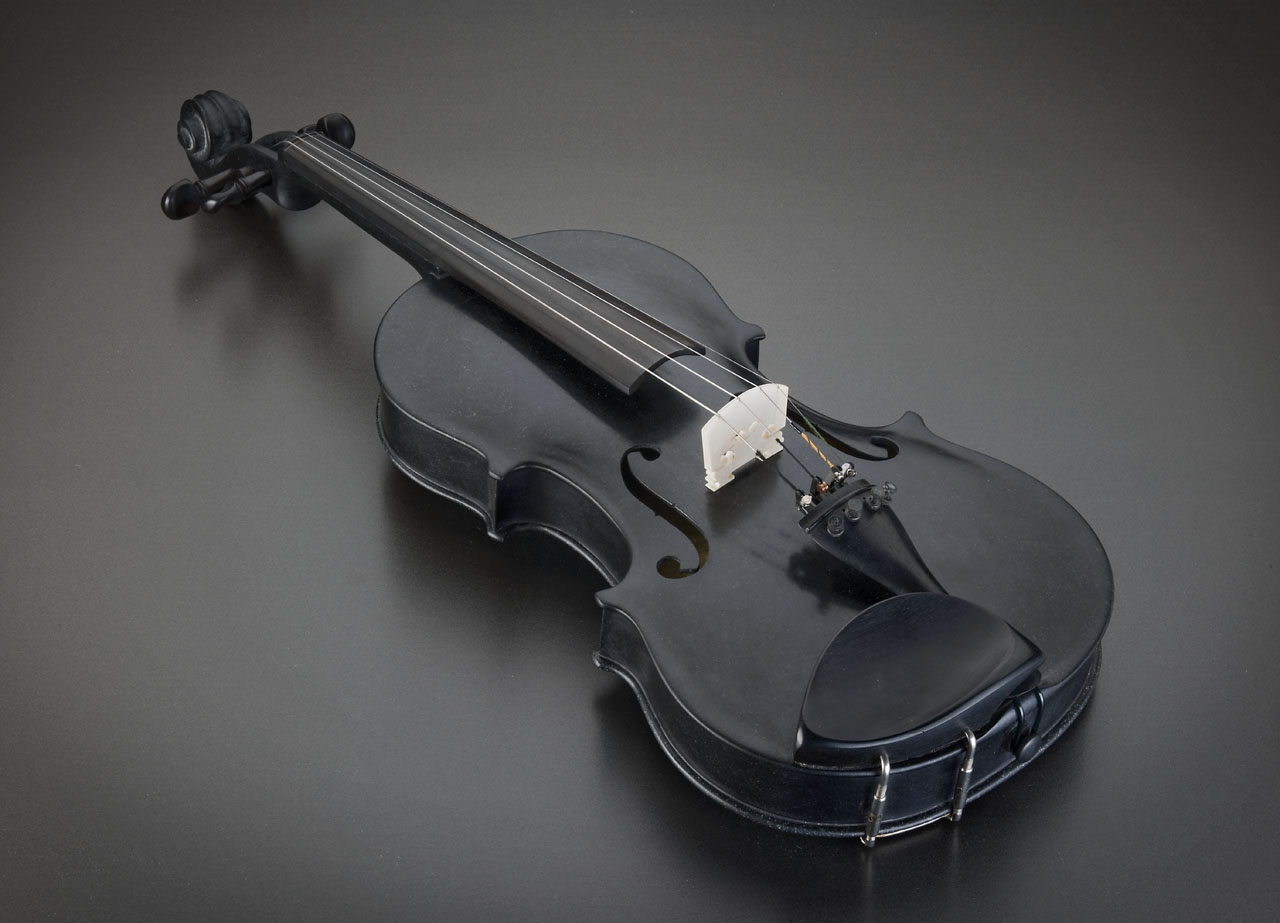
Die Geige Blackbird

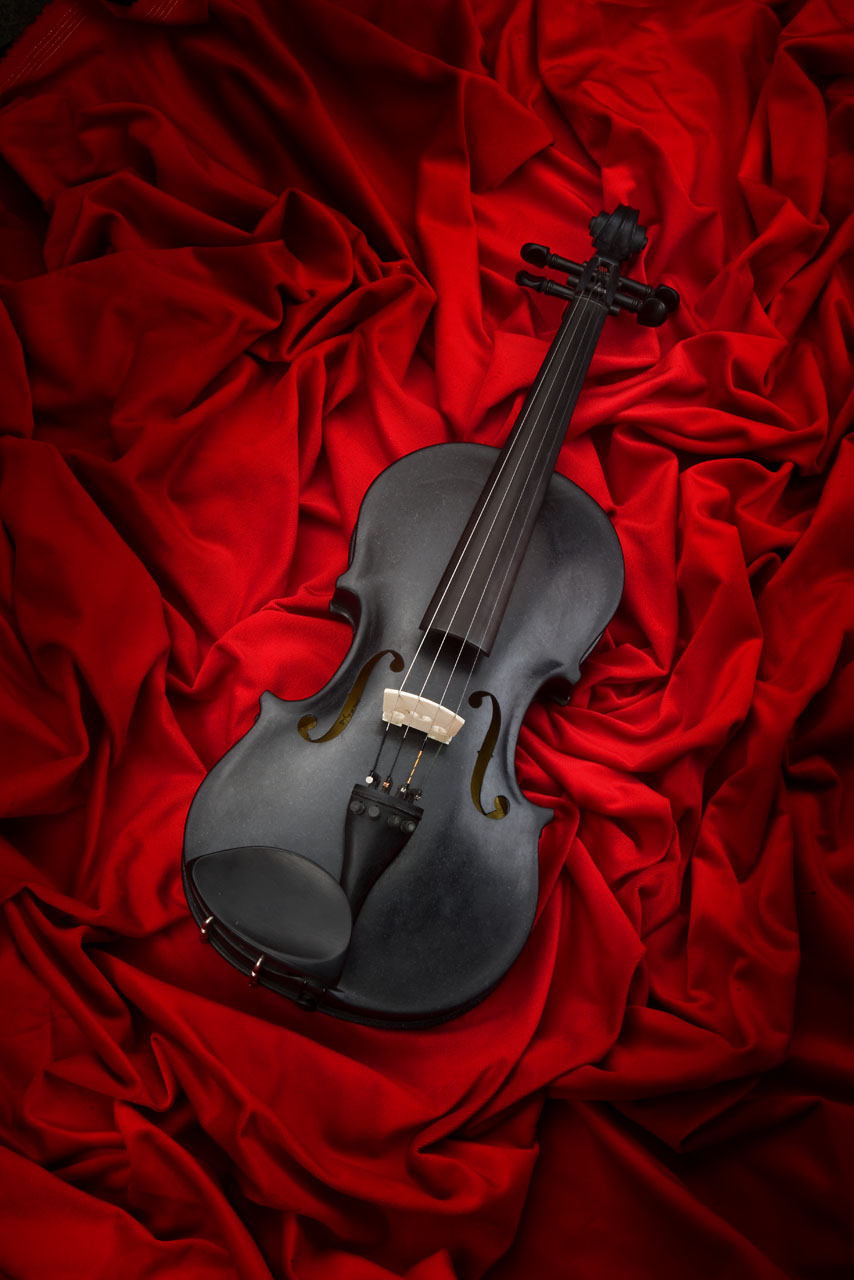
Blackbird

Die Blackbird-Geige, auch Black Stone Violine genannt, ist eine spielbare, aus Stein gefertigte Geige in voller Größe und wiegt knapp über 2 kg. Gebaut wurde sie vom schwedischen Künstler Lars Widenfalk nach Plänen von Antonio Stradivari, allerdings mit kleinen Modifikationen, um sie spielbar zu machen. Die Geige ist wegen ihrer schwarzen Farbe nach der Amsel (englisch common blackbird) benannt worden. Der Künstler ist selbst kein Musiker; ihn hat die Idee gereizt. Es ist die erste spielbare Geige in dieser Art, inzwischen gibt es zwei weitere aus Marmor vom tschechischen Bildhauer Jan Řeřicha.
Die verwendeten Materialien sind ein Stück magmatischer Diabas für den Geigenkörper und Hals. Für die Rückseite wurde ein anderer Stein auch vom Diabas genutzt. Die Decke ist nur 2,5 mm dick. Der Steg ist aus Mammut-Elfenbein; es wurde ein besonders gelbes Stück gewählt, passend zum Namensgeber; das Griffbrett ist aus Ebenholz.
Erstmals gespielt wurde die Geige aus Stein 1992 auf der Expo 92 in Sevilla Spanien, im selben Jahr wurde sie von Papst Johannes Paul II. im Vatikan gesegnet. Inzwischen wurde sie auf der ganzen Welt gespielt unter anderem in Luxemburg, Monza, Mailand, Nürnberg, Oslo, Prag, Stockholm und Washington.